# Lambert Ferri
Lambert Ferri (fl. 1250 ca.-1300) è stato un troviero e chierico al monastero benedettino a Saint-Léonard, Passo di Calais.
Nel 1268 risulta canonico e diacono del monastero e rimane ad esso associato fino al 1282. 
È stato un popolare interlocutore nei jeux partis, di cui ne sopravvivono circa ventisette fra lui e altri compositori, tra cui Jehan Bretel, Jehan le Cuvelier d'Arras, Jehan de Grieviler, Jehan de Marli, Phelipot Verdiere, Robert Casnois e Robert de La Pierre. Undici delle sue canzoni ci sono pervenute insieme alle melodie, tra cui sette jeux partis, tre chansons e un serventois mariano. 

## Lista dei componimenti esistenti
| incipit                                            | genere     | Melodia sopravvissuta | coautore           |
| -------------------------------------------------- | ---------- | --------------------- | ------------------ |
| Aïmans fins et verais Debonairetes                 | serventois | sì                    |                    |
| Amours qui m'a du tout en sa baillie               | chanson    | sì                    |                    |
| J'ai tant d'amours apris et entendu Que desoremais | chanson    | sì                    |                    |
| Li tres dous tens ne la saison novele              | chanson    | sì                    |                    |
| Lambert Ferri, une dame est amee                   | jeu-parti  | no                    | Jehan Bretel       |
| Lambert Ferri, li ques doit mieus avoir            | jeu-parti  | no                    | Jehan Bretel       |
| Ferri, se ja dieus vous voie                       | jeu-parti  | no                    | Jehan Bretel       |
| Lambert, il sont doi amant                         | jeu-parti  | no                    | Jehan Bretel       |
| Lambert, se vous amiés bien loiaument              | jeu-parti  | no                    | Jehan Bretel       |
| Ferri, se vous bien amiés                          | jeu-parti  | no                    | Jehan Bretel       |
| Lambert, une amie avés                             | jeu-parti  | no                    | Jehan Bretel       |
| Amis Lambert Ferri, vous trouverés                 | jeu-parti  | no                    | Jehan Bretel       |
| Lambert Ferri, s'une dame orgeilleuse              | jeu-parti  | no                    | Jehan Bretel       |
| Lambert Ferri, je vous part                        | jeu-parti  | no                    | Jehan Bretel       |
| Entendés, Lambert Ferri                            | jeu-parti  | no                    | Jehan Bretel       |
| Ferri, a vostre ensïent                            | jeu-parti  | no                    | Jehan Bretel       |
| Lambert Ferri, drois est ke m'entremete            | jeu-parti  | no                    | Jehan Bretel       |
| Sire Bretel, entendés                              | jeu-parti  | no                    | Jehan Bretel       |
| Jehan Bretel, par raison                           | jeu-parti  | sì                    | Jehan Bretel       |
| Prince del pui, selon vostre pensee                | jeu-parti  | sì                    | Jehan Bretel       |
| Sire Bretel, entendés                              | jeu-parti  | sì                    | Jehan Bretel       |
| Biau(s) Phelipot Verdiere, je vous (or vai) proi   | jeu-parti  | no                    | Pilippot Verdiere  |
| Robert del Caisnoi, amis                           | jeu-parti  | no                    | Robert del Caisnoi |
| De ce (or cou), Robert de la Piere                 | jeu-parti  | sì                    | Robert de la Piere |
| Grieveler, j'ai grant mestier                      | jeu-parti  | sì                    | Jehan de Grieviler |
| Jehan, tres bien amerés                            | jeu-parti  | sì                    | Jehan de Grieviler |